# Жирондинци
Жирондинци (фр. girondins, по реци Жиронда) су били политичка група током Француске револуције. Иако у ово доба још нису постојале партије, њихова организација је била релативно чврста. Као и јакобинци били су демократе, али су са њима били у сукобу, иако су са јакобинцима и монтањарима у почетку били део истог покрета. Године 1793. већина жирондинаца је осуђена на монтираном процесу.
Вођа жирондинаца је био француски филозоф и политичар Жак Пјер Брисо, а међу истакнутијим жирондинцима су били и Жан Мари Ролан и његова супруга мадам Ролан, а назив су добили по покрајини Жиронда из које је долазио највећи број посланика.
У Законодавној скупштини Француске и Народној конвенцији жирондинци су били активни од 1791. до 1793. године и заступали принцип демократске револуције у унутрашњој политици и принцип патриотског отпора спољним силама. Својим утицајем навели су краља да 1792. именује кабинет пун њихових присталица, као и да се објави рат хабзбуршкој Аустрији. И жирондинци и монтањари су у основи били републиканци и противници монархије, спремни да примене силу за остварење својих идеја. Жирондинцима се приписивала тежња за федерализацијом Француске. Они су представљали провинцијску високу буржоазију, док су монтањари иза себе имали ситну париску буржоазију и радикале. Жирондинци су били више теоретичари, и нису се најбоље сналазили у хаосу и масакру који су пратили збацивање монархије 10. августа 1792.
Оправдање за увођење револуционарног терора била је војна опасност у којој се налазила Француска, ројалистичка побуна у Вандеји, као и убиство Мараа 13. јула 1793. године од стране Шарлоте Кордеј, жирондинске симпатизерке. Монтањари, иако у мањини, оптужили су жирондинце за ројализам и федералистичке тежње. Скупштина је 28. јула 1793. декретом Конвента означила двадесет једног депутата као издајнике и непријатеље државе, међу њима пет жирондинаца. Осумњичени су изведени на монтиран процес пред Револуционарним судом и гиљотинирани 31. октобра. Већина преосталих жирондинаца су похватани и погубљени у провинцији, а неки од њих су извршили самоубиство.
Тек после пада Робеспјера, преостали преживели жирондинци су рехабилитовани и проглашени 1795. „мученицима за слободу“.